# Jo Yu-ri
Đây là một tên người Triều Tiên, họ là Jo.
Jo Yu-ri (Hangul: 조유리; Hanja: 曺柔理; Hán-Việt: Tào Nhu Lý; sinh ngày 22 tháng 10 năm 2001) là một nữ ca sĩ thần tượng Hàn Quốc. Cô là cựu thành viên nhóm nhạc nữ IZ*ONE hoạt động dưới sự quản lí của công ty Off The Record Entertainment. Từ ngày 7 tháng 10 năm 2021 cô chính thức hoạt động với tư cách là một nghệ sĩ Solo

## Tiểu sử
Jo Yuri sinh ngày 22 tháng 10 năm 2001 tại Suwon, Gyeonggi, Hàn Quốc  trong một gia đình không khá giả. Vì vậy mơ ước trở thành nghệ sĩ Piano của cô phải dừng lại sau 7 năm học đàn. Sau này, do mong muốn trở thành một ca sĩ thần tượng nên cô đã tự luyện tập hát và nhảy rồi tham gia rất nhiều các buổi thử giọng khác nhau. Để tham gia các buổi thử giọng, cô thậm chí đã đi xe bus từ Busan đến Seoul để tiết kiệm tiền. Jo Yuri cũng tham gia buổi audition lần thứ 13 của JYP Entertainment nhưng bị loại.

## Sự nghiệp

### 2017: Idol School
Tháng 7/2017, Jo Yu-ri tham gia chương trình truyền hình thực tế sống còn "Idol School" nhưng đã bị loại ở tập 11 với thứ hạng 15. Sau đó cô đã ký hợp đồng với Stone Music và luyện tập như là một thực tập sinh.

### 2018: Produce 48 và IZ*ONE
Gần 1 năm sau đó, vào ngày 11/5/2018, Yuri tham gia chương trình truyền hình thực tế sống còn "Produce 48" với tư cách là một thí sinh đại diện cho công ty Stone Music Entertainment. Để tập trung cho con đường âm nhạc, cô thậm chí đã dừng việc học Trung học.
" Tôi sẽ cố gắng nỗ lực hết mình, như thể cuộc đời của tôi được đặt trọn vào nó ". 
Vào ngày 31 tháng 8, trong đêm chung kết Jo Yu-ri xếp hạng thứ 3 và trở thành thành viên chính thức của  IZ*ONE.
Khi hoạt động cùng IZ*ONE, cô luôn giữ vai trò là hát chính và thực hiện các nốt cao trong hầu hết các sản phẩm của nhóm. Jo Yuri sở hữu chất giọng cao, hơi khàn nhưng cũng rất tình cảm.

### 2021: Ra mắt solo

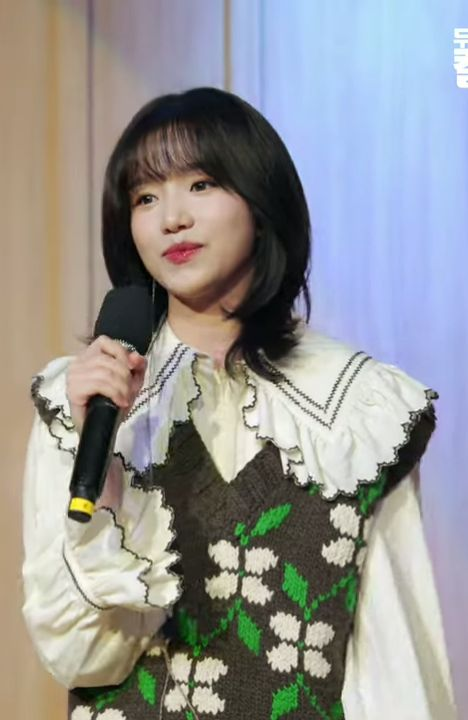
Jo Yuri năm 2022

Sau khi IZ*ONE tan rã vào ngày 29 tháng 4 năm 2021, Jo Yu-ri tiếp tục hoạt động với tư cách ca sĩ solo. Ngày 24 tháng 9, công ty quản lý của cô là WAKEONE thông báo cô sẽ ra mắt album đơn Glassy vào ngày 7 tháng 10, cùng với đĩa đơn cùng tên. Jo Yu-ri sẽ là thành viên thứ hai của Iz*One tái debut sau   khi Kwon Eunbi - thành viên cùng nhóm cũ debut solo.

### 2022-nay: Hoạt động solo, tham gia Trò chơi con mực
Vào ngày 2 tháng 6 năm 2022, cô trở lại thị trường K-pop và ra mắt Mini Album tiếp theo trong sự nghiệp  "Op.22 Y-Waltz: in Major".Ca khúc chủ đề "Love Shhh!" nằm trong mini album "Op.22 Y-Waltz: in Major" của Jo Yuri mang tiết tấu pop dance cùng giai điệu vui tươi, sôi động. Khác với những ca khúc ballad buồn bã về chia ly trong tình yêu, Yuri lại mang đến thông điệp hãy yêu thương bản thân mình và tận hưởng cuộc sống trong mọi hoàn cảnh
Trong sự kiện Tudum: A Global Fan Event của Netflix vào tháng 6 năm 2023, Netflix công bố Jo Yuri sẽ tham gia mùa 2 của Trò chơi con mực.

## Danh sách đĩa nhạc

### Album đĩa đơn
| Tiêu đề | Chi tiết | Xếp hạng cao nhất | Doanh số     |
| Tiêu đề | Chi tiết | HQ                | Doanh số     |
| ------- | --- | ----------------- | ------------ |
| Glassy  | - Phát hành: 7 tháng 10 năm 2021 - Hãng đĩa: Wake One Entertainment - Định dạng: CD, Tải nhạc số, streaming | 5                 | - HQ: 84,133 |

### Đĩa đơn
| Tên                                                                                         | Năm                     | Thứ hạng cao nhất       | Thứ hạng cao nhất       | Album                   |                         |
| Tên                                                                                         | Năm                     | HQ Gaon                 | HQ Hot                  | Album                   |                         |
| Với tư cách ca sĩ chính                                                                     | Với tư cách ca sĩ chính | Với tư cách ca sĩ chính | Với tư cách ca sĩ chính | Với tư cách ca sĩ chính | Với tư cách ca sĩ chính |
| ------------------------------------------------------------------------------------------- | ----------------------- | ----------------------- | ----------------------- | ----------------------- | ----------------------- |
| "Glassy"                                                                                    | 2021                    | 137                     | 84                      | Glassy                  |                         |
| Cộng tác                                                                                    |                         |                         |                         |                         |                         |
| "Autumn Memories" (가을 상자) (với Lee Seok-hoon)                                           | 2021                    | 193                     | —                       | Glassy                  |                         |
| "—" cho biết bài hát không lọt vào bảng xếp hạng hoặc không được phát hành tại khu vực này. |                         |                         |                         |                         |                         |

### Bài hát nhạc phim
| Tên                                                                                         | Năm  | Thứ hạng cao nhất | Album                            |
| Tên                                                                                         | Năm  | HQ Gaon           | Album                            |
| ------------------------------------------------------------------------------------------- | ---- | ----------------- | -------------------------------- |
| "My Love"                                                                                   | 2020 | —                 | Do You Like Brahms? OST Part 7   |
| "Story of Us"                                                                               | 2021 | —                 | Monthly Magazine Home OST Part 2 |
| "—" cho biết bài hát không lọt vào bảng xếp hạng hoặc không được phát hành tại khu vực này. |      |                   |                                  |

## Chương trình truyền hình
| Năm  | Chương trình | Kênh | Vai trò  | Ghi chú                 |
| ---- | ------------ | ---- | -------- | ----------------------- |
| 2017 | Idol School  | Mnet | Thí sinh | Xếp thứ 15 (bị loại)    |
| 2018 | Produce 48   | Mnet | Thí sinh | Xếp thứ 3/12 chung cuộc |

## Chương trình âm nhạc

#### The Show
| Năm  | Ngày       | Bài hát      | Điểm |
| ---- | ---------- | ------------ | ---- |
| 2022 | 7 tháng 6  | "Love Shhh!" | 6489 |
| 2023 | 15 tháng 8 | "Taxi"       | 7173 |